# Stazione di Cottbus Centrale
La stazione di Cottbus Centrale (in tedesco Cottbus Hbf) è la principale stazione ferroviaria della città tedesca di Cottbus.

## Movimento

### Trasporto regionale
La stazione è servita dalle linee RegioExpress RE 1, RE 2 e RE 10, e dalle linee regionali RB 11, RB 18, RB 43, RB 46, RB 49 e OE 65.

### Esplicative
1. ↑  Abbreviazione di Cottbus Hauptbahnhof, letteralmente "Cottbus stazione principale".

### Bibliografiche
1. ↑  (DE) Bahn-Regionalverkehr Brandenburg und Berlin (PDF), su images.vbb.de. URL consultato il 22 agosto 2017 (archiviato dall'url originale l'8 settembre 2017).